# Cloud Nine (альбом Kottonmouth Kings)
Cloud Nine — восьмий студійний альбом американського реп-рок гурту Kottonmouth Kings, виданий лейблом Subnoize Records 28 серпня 2007 р. Daddy X назвав його «найсміливішим альбомом Kottonmouth Kings на цей час». Бонусний DVD містить кліпи «City 2 City», «Livin' Proof», «Think 4 Yourself» та відео колег-новачків з лейблу. Назву платівки вигадав Pakelika. Вона означає той факт, що це дев'ятий повноформатний реліз в історії колективу (якщо враховувати компіляцію Hidden Stash) та вираз «on cloud nine» (укр. «на сьомому небі»). Виконавчі продюсери: Daddy X, Кевін Зінґер.
Cloud Nine розійшовся накладом у 14 тис. проданих копій за перший тиждень. Він посів 44-ту сходинку Billboard 200, 10-ту чарту Top Rap Albums, 3-тю Top Independent Albums, 45-ту Comprehensive Albums, 44-ту Top Internet Albums, 14-ті Top Modern Rock/Alternative Albums і Top Rock Albums, 13-ту чарту Tastemakers.

## Список пісень
| №  | Назва                  | Запрошені гості         | Тривалість |
| -- | ---------------------- | ----------------------- | ---------- |
| 1  | «Controlled Substance» |                         | 3:49       |
| 2  | «Livin' Proof»         |                         | 2:52       |
| 3  | «Marijuana»            |                         | 3:32       |
| 4  | «Think 4 Yourself»     | Insane Clown Posse      | 4:06       |
| 5  | «No Escape»            |                         | 3:36       |
| 6  | «Litas»                |                         | 4:08       |
| 7  | «One Day»              |                         | 4:08       |
| 8  | «City 2 City»          | Tech N9ne, Krizz Kaliko | 4:10       |
| 9  | «Pass It Around»       |                         | 4:39       |
| 10 | «Ridin' High»          | B-Real                  | 3:29       |
| 11 | «P.T.B.»               |                         | 1:42       |
| 12 | «Riddled» (Interlude)  | Pakelika                | 0:44       |
| 13 | «Drunk with Power»     |                         | 3:33       |
| 14 | «It Ain't Easy»        |                         | 4:15       |
| 15 | «Loadies»              |                         | 2:31       |
| 16 | «Don't Make Me Beg»    |                         | 4:06       |
| 17 | «Everyday Thang»       |                         | 3:57       |
| 18 | «All or Nothing»       |                         | 3:26       |
| 19 | «Dark Side»            | Sen Dog                 | 3:41       |
| 20 | «Free Willy»           |                         | 2:49       |
| 21 | «Time to Get High»     |                         | 3:40       |
| 22 | «Proud to Be a Stoner» |                         | 5:07       |

Примітки
- «Free Willy» — триб'ют Віллі Нельсону й протест проти його арешту за володіння 680,4 г марихуани та 90,7 г галюциногенних грибів.
- Вокал на «Think 4 Yourself» і «Ridin' High»: Lady Love (друг Daddy X та його родини). Вона разом з Insane Clown Posse також знялася у відеокліпі на першу пісню.
- Вокал на «One Day», «All or Nothin'»: Скай Блу (донька Daddy X).
- У «Proud to Be a Stoner» використано семпл вступного акустичного рифу Кріса Зеймба з «At the Top» у виконанні Last Laugh.
- Автор обкладинки: Shindig (друг Лу Доґа).[13]
- «Loadies» спродюсував B-Real.
- «Time to Get High» спродюсував Underrated з Potluck.